# Corydalis tomentella
Corydalis tomentella är en vallmoväxtart som beskrevs av Adrien René Franchet. Corydalis tomentella ingår i släktet nunneörter, och familjen vallmoväxter. Inga underarter finns listade i Catalogue of Life.